# Waco (Nebraska)
Waco je selo u američkoj saveznoj državi Nebraska. Prema popisu stanovništva iz 2010. u njemu je živjelo 236 stanovnika.